# Aïn Kerma
Ain Kerma là một đô thị thuộc tỉnh El Tarf, Algérie. Dân số thời điểm năm 2002 là 12.182 người.